# Hundun
Hundun eller Hun-Tun ("kaos") var i kinesisk mytologi mellanområdets kejsare i den mytologiska kinesiska kosmogonin. 
Hundun saknade både mun, öron, ögon och näsa och förknippades med det ursprungliga kaoset i världen. Han mottog dock årligen den norra kejsaren Hu och den södra kejsaren Shu som gäster. I tacksamhet mot sin värd försökte de ge honom de kroppsöppningar som han saknade, vilket vållade hans undergång. Resultatet var att den strukturerade eran inleddes.